# Tibellus orientis
Tibellus orientis là một loài nhện trong họ Philodromidae.
Loài này thuộc chi Tibellus. Tibellus orientis được miêu tả năm 1999 bởi Efimik.